# Жеребцов Віталій Сергійович
Віталій Сергійович Жеребцов (нар. 28 травня 1988, Київ, УРСР) — український футболіст, нападник.

## Клубна кар'єра
У ДЮФЛ виступав за київські «Динамо», «Локомотив-МСМ-ОМІКС», «Зміна-Оболонь», «Відрадний». Професійну кар'єру розпочав у клубі «Харків-2». В основному складі «Харкова» дебютував 23 травня 2009 року в матчі проти дніпропетровського «Дніпра» (4:1), Жеребцов вийшов на 64-ій хвилині замість Євгена Ушакова. В основному виступав за дубль де зіграв 76 матчів і забив 17 м'ячів. У сезоні 2008/09 років «Харків» зайняв останнє місце в Прем'єр-лізі і вилетів у Першу лігу. Згодом виступав за «Енергетик» (Бурштин) та «Єдність» (Плиски). Останнім клубом Віталія був вишгородський «Діназ», який виступав у чемпіонаті Київської області.

## Кар'єра в збірній
У молодіжну збірну України вперше був викликаний Володимиром Мунтяном у березні 2008 року на товариський матч проти збірної Норвегії. У молодіжці дебютував 26 березня 2008 року в матчі проти Норвегії (1:0), Жеребцов вийшов на 65 хвилині замість Вадима Шавріна. Також провів 2 матчі проти Німеччини (4:0) та Білорусі (0:0).